# تیم ملی فوتبال زیر ۱۹ سال رومانی
تیم ملی فوتبال زیر ۱۹ سال رومانی (انگلیسی: Romania national under-19 football team) نماینده کشور رومانی در مسابقات بین‌المللی فوتبال مختص به این رده سنی است. این تیم ملی، تحت نظر فدراسیون فوتبال رومانی اداره می‌گردد.